# U-168
| U-168                      | U-168                                                                      | U-168                                                                      |
| -------------------------- | -------------------------------------------------------------------------- | -------------------------------------------------------------------------- |
|                            |                                                                            |                                                                            |
|                            |                                                                            |                                                                            |
|                            |                                                                            |                                                                            |
| Під прапором               | Третій рейх                                                                | Третій рейх                                                                |
| Спуск на воду              | 5 березня 1942 року                                                        | 5 березня 1942 року                                                        |
| Виведений зі складу флоту  | 6 жовтня 1944 року                                                         | 6 жовтня 1944 року                                                         |
| Сучасний статус            | затоплений                                                                 | затоплений                                                                 |
| Проєкт                     |                                                                            |                                                                            |
| Тип ПЧ                     | Дизельний підводний човен                                                  | Дизельний підводний човен                                                  |
| Основні характеристики     |                                                                            |                                                                            |
| Швидкість (надводна)       | 19 вузлів                                                                  | 19 вузлів                                                                  |
| Швидкість (підводна)       | 7,3 вузла                                                                  | 7,3 вузла                                                                  |
| Гранична глибина занурення | 230 м                                                                      | 230 м                                                                      |
| Екіпаж                     | 48 особи                                                                   | 48 особи                                                                   |
| Розміри                    |                                                                            |                                                                            |
| Довжина найбільша (по КВЛ) | 76,8 м                                                                     | 76,8 м                                                                     |
| Ширина корпусу найб.       | 6,9 м                                                                      | 6,9 м                                                                      |
| Висота                     | 9,6 м                                                                      | 9,6 м                                                                      |
| Середня осадка (по КВЛ)    | 4,7 м                                                                      | 4,7 м                                                                      |
| Водотоннажність надводна   | 1144 т                                                                     | 1144 т                                                                     |
| Озброєння                  |                                                                            |                                                                            |
| Артилерія                  | 1 × 88-мм палубна гармата SK C/32                                          | 1 × 88-мм палубна гармата SK C/32                                          |
| Торпедно- мінне озброєння  | 4 носових і два кормових ТА. 22 торпеди або 44 міни TMA чи 66 TMB          | 4 носових і два кормових ТА. 22 торпеди або 44 міни TMA чи 66 TMB          |
| ППО                        | 1 × 37-мм зенітна гармата SKC/30 2 (1 × 2) × 20-мм зенітні гармати FlaK 30 | 1 × 37-мм зенітна гармата SKC/30 2 (1 × 2) × 20-мм зенітні гармати FlaK 30 |

U-168 — німецький підводний човен типу IXC/40, часів Другої світової війни.
Замовлення на будівництво човна віддане 15 серпня 1940 року. Човен закладений на верфі «Deutsche Schiff und Maschinenbau AG» у Бремені 15 березня 1941 року під заводським номером 707, спущений на воду 5 березня 1942 року, 10 вересня 1942 року увійшов до складу 4-ї флотилії. За час служби також входив до складу 2-ї та 33-ї флотилій. Єдиним командиром човна був капітан-лейтенант Гельмут Піх.
За час служби човен зробив 4 бойових походи, в яких потопив 2 (загальна водотоннажність 6 586 брт) судна, 1 допоміжний військовий корабель та пошкодив 1 судно.
Потоплений 6 жовтня 1944 року у Яванському морі північно-західніше Сурабая (06°20′ пд. ш. 111°28′ сх. д. / 6.333° пд. ш. 111.467° сх. д.) торпедою голландського підводного човна «Цваардвіш». 23 члени екіпажу загинули, 27 врятовані.

## Потоплені та пошкоджені кораблі[3]
| Назва                    | Тип              | Належність      | Дата           | Тоннаж (БРТ) | Вантаж | Статус     | Місце                                                       |
| Haiching                 | суховантаж       | Велика Британія | 2 жовтня 1943  | 2 183        |        | потоплено  | 18°46′ пн. ш. 71°55′ сх. д. / 18.767° пн. ш. 71.917° сх. д. |
| HMS Salviking            | рятувальне судно | Велика Британія | 14 лютого 1944 | 1 440        |        | потоплено  | 03°30′ пн. ш. 76°30′ сх. д. / 3.500° пн. ш. 76.500° сх. д.  |
| Epaminondas C. Embiricos | суховантаж       | Греція          | 15 лютого 1944 | 4 385        | Баласт | потоплено  | 01°30′ пн. ш. 73°00′ сх. д. / 1.500° пн. ш. 73.000° сх. д.  |
| Fenris                   | танкер           | Норвегія        | 21 лютого 1944 | 9 804        | Баласт | пошкождено | 00°32′ пд. ш. 65°35′ сх. д. / 0.533° пд. ш. 65.583° сх. д.  |